# Stefan Czarnowski
Stefan Zygmunt Czarnowski (* 1. September 1879 in Kroczewo; † 29. Dezember 1937 in Warschau) war ein polnischer Keltologe, Soziologe und Kulturhistoriker, der neben Ludwik Krzywicki und Florian Znaniecki zu den „Drei Großen“ der polnischen humanistischen Soziologie in der Zwischenkriegszeit gezählt wird.
Nach Studien in Leipzig, u. a. bei Wilhelm Wund, in Berlin bei Georg Simmel und in Paris als Schüler und Assistent von Marcel Mauss und Henri Hubert, habilitierte sich Czarnowski 1926 für Kulturgeschichte an der Universität Warschau, 1928 bis 1929 hielt er Vorlesungen an der École pratique des hautes études in Paris. Seit 1930 lehrte er an der Universität Warschau als außerordentlicher Professor für Kulturgeschichte, seit 1934 als ordentlicher Professor für Soziologie und Kulturgeschichte.
In seinen soziologischen Arbeiten orientierte sich Czarnowski eng an der positivistischen Wissenschaftsauffassung von Émile Durkheim, in dem er die sozialkulturelle Welt anhand empirisch verifizierbarer Theorien und Methoden erforschte. Zugleich vertrat er einen „ontologischen“ Humanismus in der Auffassung, diese Welt sei eine durch symbolische Kommunikation konstituierte Dimension, getrennt zu beobachten von natürlichen Phänomenen. In seinem Werk trat er meist gleichzeitig als Historiker und Soziologe auf, daher gilt er als erster polnischer Vertreter der historischen Soziologie.  Sein Hauptwerk Kultura bietet eine Reihe historisch-soziologischer Studien über die Entstehung, Wandlung und Erneuerung der Kultur und ist der Versuch einer Synthese aus dem Gesellschaftsbegriff Durkheims und marxistischen Analysekategorien.

## Werke (Auswahl)
- Filozofja społeczna w Polsce w końcu XVIII i początku XIX wieku (1904)
- Zjawisko religijne (1912)
- Dawna literatura irlandzka (1915)
- Herkules gallijski (1925)
- Idee kierownicze ludzkości (1928)
- Tłumaczenie tekstów literackich celtyckich (1930)
- Ludzie zbędni w służbie przemocy (1935)
- Podłoże ruchu chłopskiego (1935)
- Związki mityczne bajki o kozie, kózce i wilku (1936)
- Kultura (1938)
- Społeczeństwo. Kultura (1939)